# جورج هاکن‌اشمیت
جورج هاکن‌اشمیت (انگلیسی: George Hackenschmidt; ۱ اوت ۱۸۷۷ – ۱۹ فوریهٔ ۱۹۶۸) وزنه‌بردار، کشتی‌گیر کشتی حرفه‌ای اهل استونی بود.
وی همچنین برندهٔ جوایزی همچون تالار شهرت دبلیو دبلیو ای شده‌است.

## نگارخانه

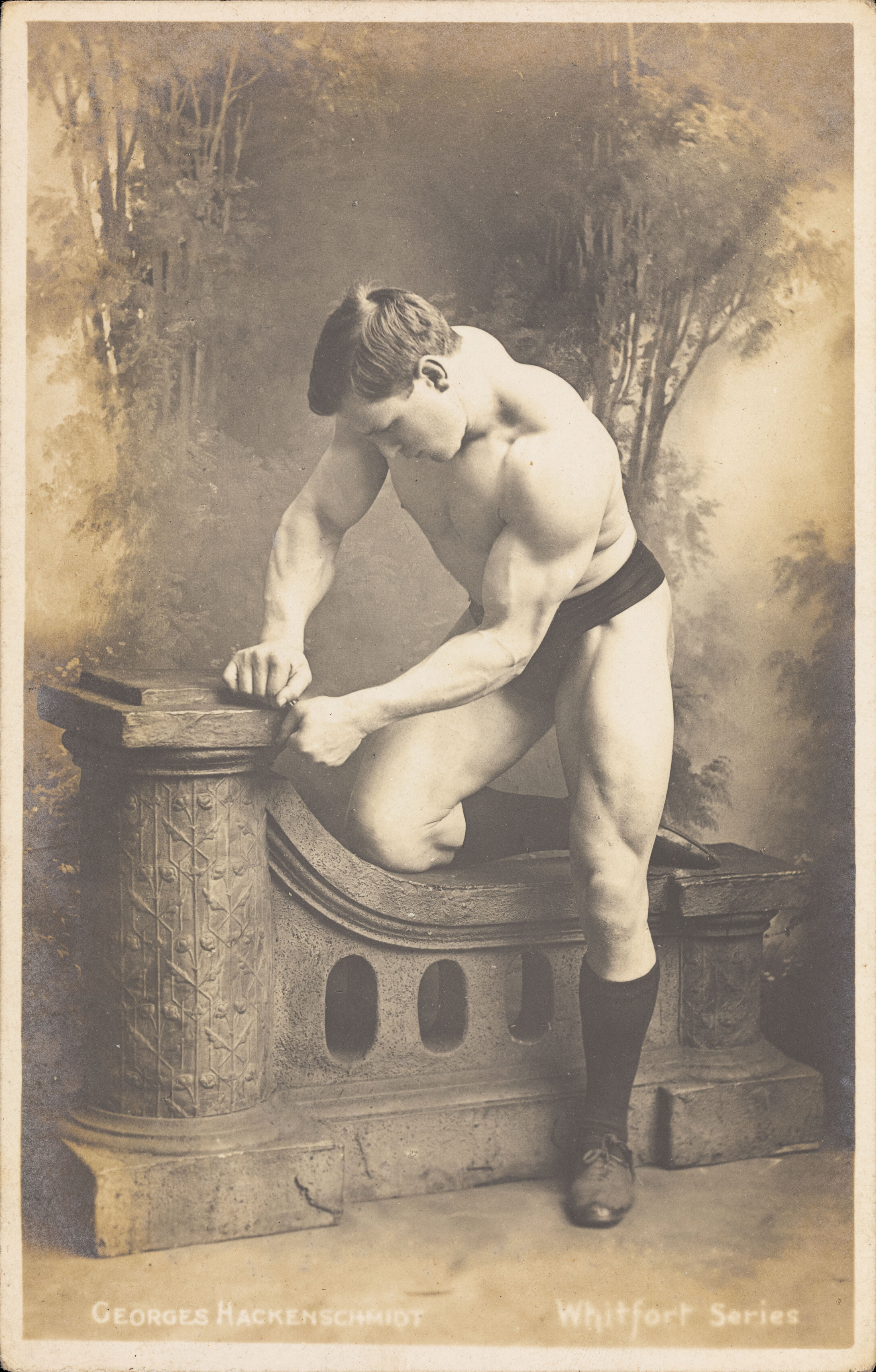